# Escudo de Aquiles

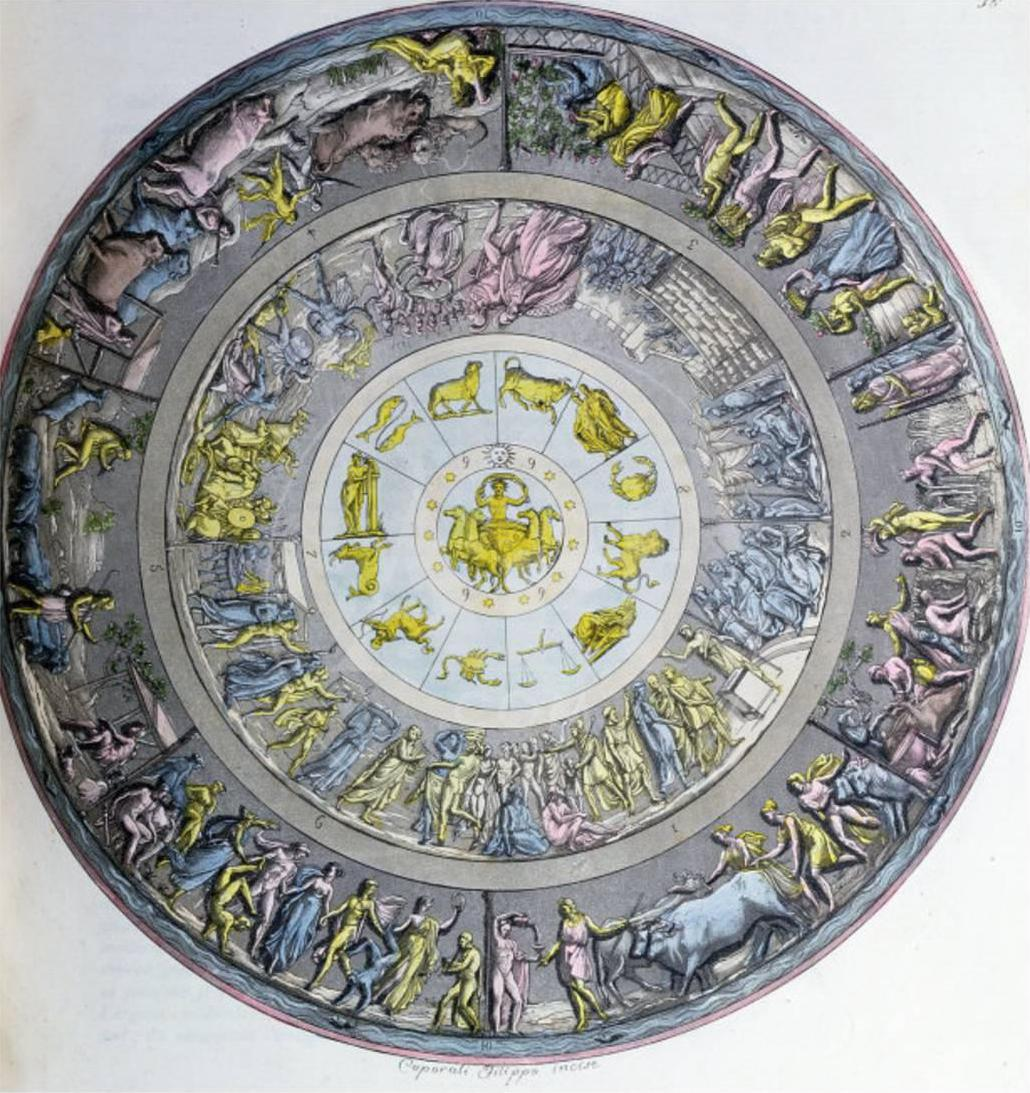
O desenho do escudo tal como interpretado por Angelo Monticelli, em Le Costume Ancien ou Moderne, c. 1820.

O escudo de Aquiles teria sido usado pelo lendário herói grego para combater o troiano Heitor, numa passagem célebre da Ilíada, de Homero (Livro XVIII, versos 478-608).
No poema, Aquiles perdeu sua armadura após emprestá-la a seu companheiro, Pátroclo. Pátroclo então é morto em combate por Heitor, e suas armas são levadas como espólio. A mãe de Aquiles, Tétis, pede ao deus Hefesto que forneça uma armadura substituta a seu filho.
A passagem que descreve o escudo é um exemplo antigo de écfrase (uma descrição literária de uma obra de arte visual), e influenciou diversos poemas posteriores, incluindo O Escudo de Héracles, obra que durante algum tempo chegou a ser atribuída a Hesíodo. A descrição do escudo de Enéas feita por Virgílio no livro VIII da Eneida foi claramente inspirado em Homero. O poema The Shield of Achilles ("O Escudo de Aquiles"), de 1952, do poeta inglês W. H. Auden, recria a descrição de Homero com base no contexto do século XX.

## Descrição
Homero dá uma descrição detalhada das imagens que decoram o novo escudo de Aquiles. Começando a partir do centro do objeto, e avançando gradualmente para fora, camada por camada do círculo, elas estão dispostas da seguinte maneira:
1. A Terra, o céu e o mar, a Lua e as constelações (484-89)
2. "Duas belas cidades, cheias de pessoas": numa ocorrem um casamento e um caso judicial (490-508); a outra está sendo sitiada por um exército, e o escudo mostra uma emboscada e uma batalha(509-540).
3. Um campo sendo arado pela terceira vez (541-549).
4. A propriedade de um rei onde a colheita está sendo feita (550-560).
5. Um vinhedo, com os trabalhadores fazendo a colheita (561-572).
6. Um "rebanho de gado de chifres retos"; o touro principal foi atacado por um par de leões selvagens, que o pastor e seus cães está tentando assustar (573-586).
7. Imagem de uma fazenda de ovelhas (587-589).
8. Um recinto onde jovens rapazes e garotas estão dançando (590-606).
9. O grande riacho do Oceano (607-609).[3]

## Interpretação
O Escudo de Aquiles pode ser interpretado de diversas maneiras. Uma destas interpretações é de que o escudo seria simplesmente uma encapsulação física do mundo inteiro. As camadas do escudo representariam uma série de contrastes, como trabalho e feriado, guerra e paz - embora a presença de um assassinato no retrato da cidade durante o tempo de paz mostraria que o homem nunca está totalmente livre do conflito. Wolfgang Schadewaldt, um autor alemão, argumentou que estas antíteses que se cruzam mostram as formas básicas de uma vida civilizada, e essencialmente ordenada. Este contraste também é visto como uma maneira de "nos fazer ver [a guerra] em relação à paz". A descrição do escudo se encontra, na obra, entre o combate pelo corpo de Pátroclo e o retorno de Aquiles à batalha, este último episódio servindo como ímpeto para uma das partes mais sangrentas do poema. Pode também ser interpretado como um lembrete, para o leitor, de tudo que será perdido quando Tróia for derrotada, ao final.